# فهرست تیم‌های ملی فوتبال با نام مستعار
در زیر فهرستی از نام مستعار تیم های ملی فوتبال آمده است.